# One Tough Bastard
One Tough Bastard ist ein US-amerikanischer Actionthriller von Regisseur Kurt Wimmer aus dem Jahr 1995 nach einem Drehbuch von Steven Selling. Die Hauptrolle spielte Brian Bosworth. In den bedeutenden Nebenrollen traten der US-Rapper MC Hammer, Hollywood-Schauspieler Jeff Kober und der britische Schauspieler Bruce Payne auf.

## Handlung
John North ist Mastersergeant der US Army und lebt von seiner Frau Darlene und der gemeinsamen Tochter, Marianne, getrennt. Als Norths Frau und seine Tochter von skrupellosen Waffenhändlern getötet werden, kann North zwei von drei Killern töten. Der dritte verwundet North schwer. Als North im Krankenhaus aufwacht sinnt dieser auf Rache und macht sich auf die Suche nach dem Killer. Er lernt den kleinen Mikey und dessen Mutter kennen. Mikeys Mutter macht sich sorgen das ihr Sohn in kriminellen Kreisen verkehrt. Mikey verkauft Drogen für Marcus, ohne zu wissen, dass dieser Norths Familie auf dem Gewissen hat. Währenddessen dringt North in ein dicht verwobenes Netz aus Drogen-, Waffen-, Banden- und Jugendkriminalität ein, in dem selbst korrupte FBI-Agenten, ihnen voran der auf großem Fuß lebende Agent Karl Savak, kräftig mitmischen. Savak steht im Kontakt mit dem afroamerikanischen Mafiaboss Dexter, dem er hochentwickelte Militärwaffen überbringen soll. Savak erschießt, als Polizist verkleidet, Dexters Bruder und provoziert somit eine Schießerei zwischen Dexters Leuten und dem FBI. Da Savak Dexters Leuten keine echten Waffen, sondern nur Attrappen schickte, werden die Handlanger vom FBI erschossen. North erfährt später, dass Marcus der Mörder seiner Familie ist und mit Savak zusammen arbeitet. Als North dabei ist Savaks Plan aufzudecken, erschießt dieser Marcus und Dexter. North nimmt die Verfolgung von Savak auf, als dieser Mikey als Geisel nimmt. Auf dem Dach eines Hochhauses kommt es zum Kampf zwischen North und Savak, in dessen Verlauf Savak in den Tod stürzt.

## Kritiken
Cinema erwähnte die „Überfrachtung der Geschichte und die fast sadistische Gewalt“, die „schon früh im Spiel den Dampf rauslasse“. Bosworth könne „nicht weinen“.
Das Lexikon des internationalen Films urteilte: „Ein äußerst perfider C-Actionfilm in unterdurchschnittlicher Machart und mit überdurchschnittlichem Sadismus. Die Brutalität des Films wird durch Heuchelei, Verlogenheit und unverhohlenen Rassismus noch bedenklicher.“
Der Film wurde in Deutschland am 31. Mai 1997 wegen Gewaltdarstellung indiziert. Am 27. Mai 2022 wurde der Film vom Index gestrichen und am 26. Oktober 2024 wurde die ungeschnittene Fassung von der FSK „ab 18“ eingestuft.